# سیارک ۷۵۶۴
سیارک ۷۵۶۴ (به انگلیسی: 7564 Gokumenon، نامگذاری:1988CA) هفت هزار و پانصد و شصت و چهارمین سیارک کشف شده‌است که در ۷ فوریه ۱۹۸۸ کشف شد.